# Algésiras (1855)
Pour le vaisseau de 74 canons de la classe Téméraire, voir Algésiras (1804). Pour autres signification d'Algésiras, voir Algésiras (homonymie).
L'Algésiras est un navire de ligne  à vapeur de deuxième rang de 90 canons construit pour la marine française dans les années 1850. C'est le navire de tête d'une classe de cinq navires. Le navire a participé à la deuxième guerre d'indépendance italienne en 1859.

## Description
Les navires de la classe Algésiras prennent la suite du navire de ligne pionnier Napoléon et ont également été conçus par l'architecte naval Henri Dupuy de Lôme . Ils avaient une longueur à la flottaison de 71,23 m pour un maître-bau de 16,8 m et une profondeur de cale de  8,16 m. Les navires ont un déplacement de 5 120 tonnes et un tirant d'eau en charge de 8,45 m. L'équipage compte 913 officiers et matelots.
La principale différence entre Napoléon et la classe Algésiras est que les chaudières de ces derniers navires sont placées à l'avant des moteurs. Ils sont propulsés par une paire de moteurs à vapeur à bielle à retour horizontal à deux cylindres, également conçus par Dupuy de Lôme, qui entraînaient l'arbre d'hélice unique à l'aide de la vapeur fournie par huit chaudières . Les moteurs avaient une puissance nominale de 900 chevaux et produisaient 2 057 chevaux impériaux (2 086 ch). Lors de ses essais en mer, l'Algésiras a atteint une vitesse soutenue de 13 knot. Les navires étaient équipés de trois mâts et gréés .
L'armement des navires de classe Algésiras se composait de dix-huit canons de 36 livres (174,8 mm (6,9 inch))  et de seize canons Paixhans sur le pont inférieur et trente-quatre canons de 30 livres 164,7 mm (6,5 inch) sur le pont supérieur. Sur le quart de pont et le gaillard d'avant étaient vingt canons Paixhans 163 millimètres / 6,4 pouces et une paire  fusils à chargement par la bouche rayés de 163 mm.

## Carrière
En 1859, L'Algésiras participe au blocus de Venise et à diverses opérations en Méditerranée pendant la Seconde Guerre d'Indépendance italienne.
Le navire est désarmé en 1865 et utilisé comme moyen de transport. Il a ensuite été utilisé comme navire-école, "École des torpilles".
À partir du 20 novembre 1901, il sert de ponton-caserne. Le 25 novembre 1906, il est détruit à Toulon par un incendie accidentel.

## Commandants
- Gabriel Henri Godin (1838-1932), capitaine de vaisseau de 1890 à 1890
- Arthur Marie Xavier de Sales de Banières (1836-1915), CV, à partir du 18 décembre 1890

## Personnalités ayant servi à son bord
- Georges Henri Marie Nicolas André (1865-1915)
- Victor Maurice Fontaine (1857-1933), lieutenant de vaisseau, à bord à Toulon en 1890 où il est proposé pour le commandement d'un aviso-torpilleur.
- Charles Antoine Fontaine (1864-1943), Lieutenant de vaisseau, il est à bord en 1890 et obtient son brevet d'officier torpilleur à la fin de l'année.